# Sericesthis consanguinea
Sericesthis consanguinea är en skalbaggsart som beskrevs av Blackburn 1907. Sericesthis consanguinea ingår i släktet Sericesthis och familjen Melolonthidae. Inga underarter finns listade i Catalogue of Life.